# روابط بین‌المللی از قدیم‌الایام تا سازمان ملل متحد
روابط بین‌المللی از قدیم الایام تا سازمان ملل متحد کتابی از احمد متین دفتری است که در سال ۱۳۳۶ منتشر و برندهٔ جایزه کتاب سال سلطنتی شد.